# Tessellatia bonapartei
Tessellatia bonapartei (лат.) — вид вымерших цинодонтов из клады Probainognathia, единственный в роде Tessellatia. Описан по неполному черепу из отложений формации Лос-Колорадос в Аргентине, относящихся к верхнему триасу (средний норий; 220—211 млн лет).

## История открытия

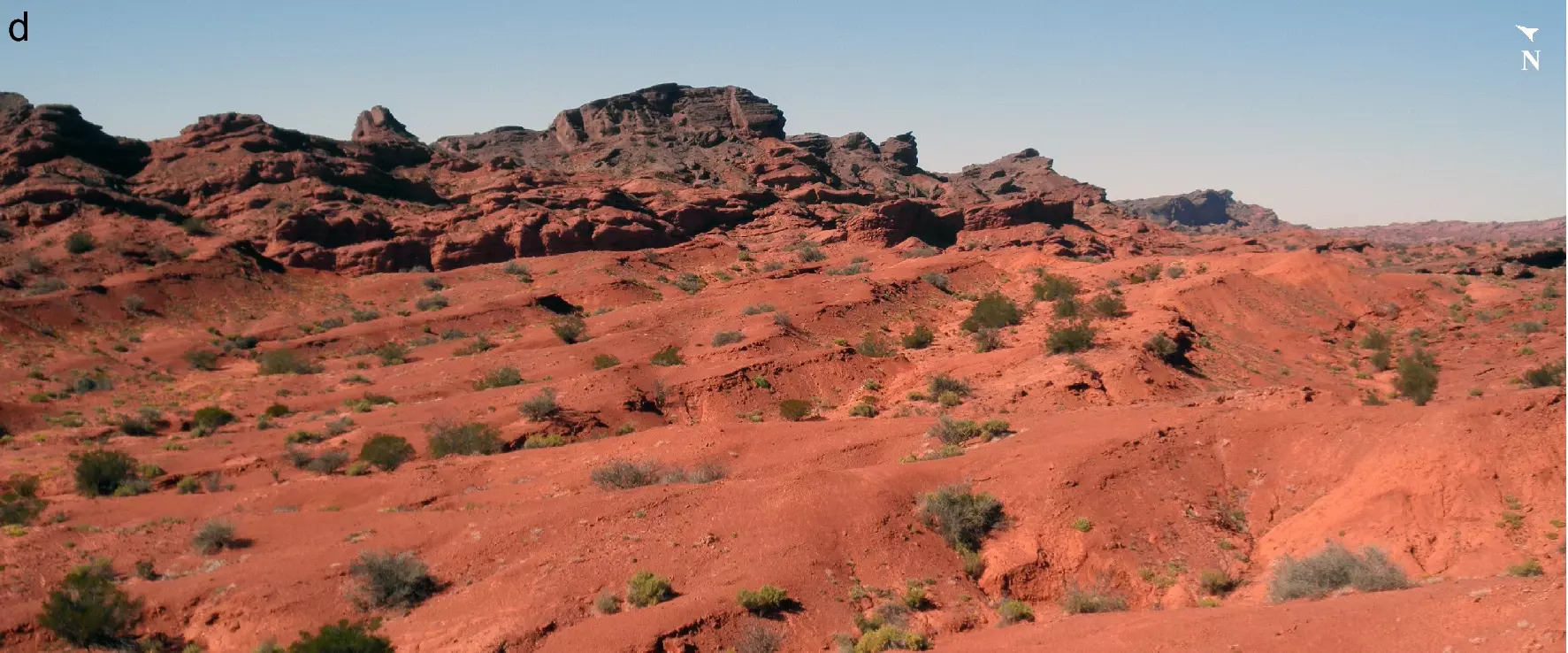
Местонахождение Ла-Эскина, где был обнаружен голотип

Голотип PULR-V121 был обнаружен в верхних слоях формации Лос-Колорадос в национальном парке Талампая, что расположен в аргентинской провинции Ла-Риоха. Образец представлен костями морды и орбитальной области, а также ассоциированной с ними нижней челюстью.
В 2022 году Гаэтано и соавторы описали Tessellatia bonapartei как новые род и вид. Родовое название Tessellatia происходит от лат. tessella (отдельные плитки, составляющие мозаику), что отсылает к комбинации плезиоморфных и продвинутых признаков, которая была выявлена для этого таксона. Видовое название bonapartei дано в честь аргентинского палеонтолога Хосе Бонапарте, описавшего первые окаменелости цинодонтов из формации Лос-Колорадос.